# Sadig Gourbanov
Sadig Gourbanov est un homme politique azerbaïdjanais, membre de VIe législature de l'Assemblée nationale d'Azerbaïdjan.

## Biographie
Sadig Gourbanov est né le 12 juillet 1972 à Sharur. En 1989-1994, il a étudié à la faculté de mécanique et de mathématiques de l'Université d'État de Bakou.
En 1997-2001, il a étudié à la faculté de droit de l'Université d'État de Bakou.
En 2001-2004, il est diplômé de la faculté d'administration d'État et municipale de l'Académie d'administration publique sous la présidence de la République d'Azerbaïdjan.

### Carrière
Il est président du comité des ressources naturelles, de l'énergie et de l'écologie. Gourbanov est docent du département "Régulation de l'économie" de l'UNEC.

### Famille
Sadig Gourbanov est marié et a trois enfants.